# Plastilina

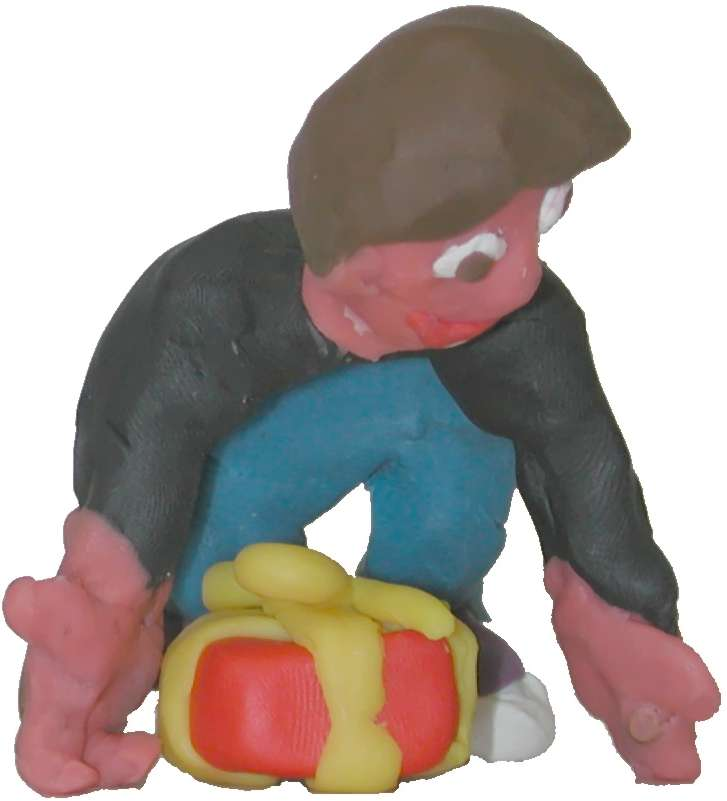
Objecte de plastilina

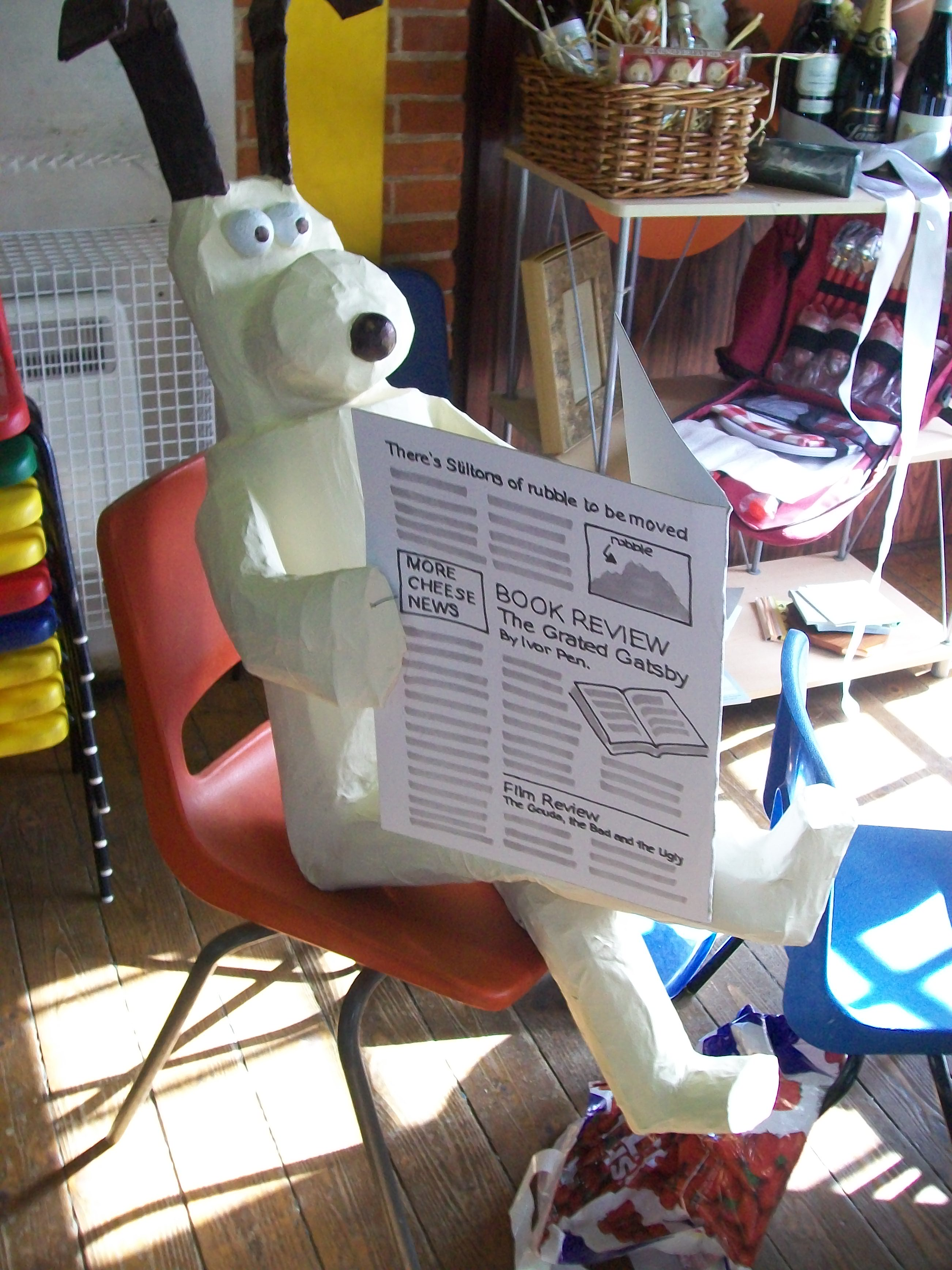
Gromit personatge de plastilina

La plastilina és un material de plàstic, de colors variats, compost de sals de calci, vaselina i d'altres composts alifàtics, principalment àcid esteàric. El 1880, Franz Kolb, el propietari d'una farmàcia a Múnic, Alemanya, va inventar la plastilina. En aquella època, Múnic era un centre d'arts, i entre els amics de Kolb hi havia també escultors. Aquests es queixaven que l'argila que usaven per modelar les seves escultures s'assequés de seguida i sobretot a l'hivern, fos molt difícil treballar amb ella. Per comercialitzar la seva invenció, la va publicar l'any 1889 en Faber-Castell.

## Composició
La plastilina té aproximadament un 65% d'additius (principalment guix), un 10% de vaselina, un 5% de calç, un 10% de lanolina i un 10% d'àcid esteàric. No es pot endurir per cocció, es fon quan s'exposa a la calor i és inflamable a temperatures més altes.

## Reciclatge
Malgrat ser un plàstic termoestable, reuneix diverses característiques especials com la flexibilitat i la baixa resistència a altes temperatures. Com plàstic, el seu reciclatge, unit a la resta de plàstics i envasos lleugers tant de metall com briks, ha de ser realitzat mitjançant el contenidor de color groc.

## Utilització
- S'utilitza comunament per nens per jugar, s'usa també per a la realització de maquetes.
- La plastilina troba també un lloc destacat en animació. Nick Park és un promotor del seu ús,[6] que va guanyar dos Oscars amb els curtmetratges de "Wallace i Gromit":[7] The Wrong Trousers (1992)[8] i A Close Shave (1995).[8] Aquesta tècnica de modelatge s'anomena Claymation, derivat de la paraula anglesa "clay" que significa argila.
- Apareix també en alguns jocs de societat, com Cranium i Rapidough.
- Utilitzada per artistes plàstics, com escultors per fer els seus esbossos.

## Altres noms
Plasticina (coneguda marca de plastilina, aquest nom sovint és usat per error).
Clay (plastilina industrial) utilitzat en modelisme per crear cotxes.